# William Cavendish, 1. Duke of Newcastle

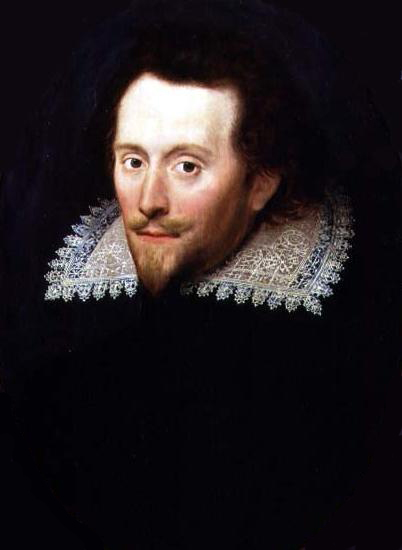
Sir William Cavendish, um 1610

William Cavendish, 1. Duke of Newcastle KG, PC (getauft 16. Dezember 1592 in Handsworth, Yorkshire; † 25. Dezember 1676 in Welbeck, Nottinghamshire) war ein englischer Autor, General und Politiker.

## Leben
William Cavendish entstammte der einflussreichen Adelsfamilie Cavendish. Er war Neffe von William Cavendish, 1. Earl of Devonshire. Seine Eltern waren Sir Charles Cavendish (um 1553–1617), Gutsherr von Welbeck Abbey in Nottinghamshire, und dessen zweite Gattin Catherine Ogle, 8. Baroness Ogle (um 1569–1629). Er kam auf Handsworth Manor bei Sheffield in Yorkshire zur Welt und wurde am St John’s College der Universität Cambridge ausgebildet. Anlässlich der Investitur des Kronprinzen Henry als Prince of Wales wurde er am 2. Juni 1610 von König Jakob I. zum Knight of the Bath geschlagen. 1614 wurde er als Abgeordneter für das Borough East Retford in Nottinghamshire ins House of Commons gewählt.
Jakob I. erhob Cavendish 1620 zum Viscount Mansfield, wodurch er ins House of Lords aufstieg. 1628 wurde er durch König Karl I., nachdem er ihn auf seinem Familiensitz Welbeck verschwenderisch unterhalten hatte, zum Earl of Newcastle-upon-Tyne und Baron Cavendish erhoben und zehn Jahre später Erzieher dessen Sohnes Karl II. 1629 erbte er von seiner Mutter auch den Titel 9. Baron Ogle.
Zusammen mit seinem Bruder, dem Mathematiker Charles Cavendish, bildete er in den 1630er Jahren einen philosophisch-wissenschaftlichen Zirkel, zu dem auch Robert Payne, Walter Warner und Thomas Hobbes gehörten. Nach seinem Landsitz Welbeck Abbey wurde dieser auch Welbeck Academy genannt. Ab etwa 1634, als eine solche Einrichtung noch unüblich war, besaß Lord Newcastle auf seinem Anwesen Bolsover Castle die erste Reithalle Englands. 
Als überzeugter Royalist stand Cavendish im Bürgerkrieg auf der Seite des Königs. 1643 erhob dieser ihn zum Marquess of Newcastle-upon-Tyne. Als Captain-General aller Kräfte nördlich des Trent war er befugt, Deklarationen zu erlassen, Ritter zu schlagen, Münzen zu prägen und Soldaten zu befördern. Vor allem vom letzteren Recht machte er auch rege Gebrauch. Nach der Schlacht von Marston Moor 1644 musste er England verlassen.
Im Exil lebte Cavendish zunächst Paris, dann in Antwerpen. In Flandern erarbeitete er sein vielbeachtetes Lehrbuch der Reitkunst, das 1758 von Jacques van Meurs in Antwerpen in einer französischen Übersetzung veröffentlicht wurde: Methode Et Invention Nouvelle De Dresser Les Chevaux. Es erschien in mehreren Auflagen, auch in englischer Sprache und in deutscher Übersetzung. 
Am 12. Januar 1650 wurde Cavendish als Knight Companion in den Hosenbandorden aufgenommen. Die feierliche Ordensinvestitur in Windsor Castle konnte erst am 15. April 1661 stattfinden, nachdem er im Rahmen der Stuart-Restauration nach England zurückgekehrt war. 1665 erhob ihn Karl II. zum Duke of Newcastle. Lord Newcastle litt später unter der Parkinson-Krankheit und wurde in der Westminster Abbey beerdigt.

## Ehen und Nachkommen
In erster Ehe heiratete William Cavendish um 1618 Elizabeth Basset († 1643), Witwe des Hon. Henry Howard (Sohn des Thomas Howard, 1. Earl of Suffolk), Erbtochter des William Bassett, Gutsherr von Blore in Staffordshire. Nach deren Tod heiratete er Ende 1645 in zweiter Ehe die Schriftstellerin Margaret Lucas († 1673). Aus erster Ehe hatte er acht Kinder, von denen fünf das Erwachsenenalter erreichten:
- Lady Jane Cavendish (um 1622–1669), ⚭ 1654 Charles Cheyne, 1. Viscount Newhaven;
- Charles Cavendish, Viscount Mansfield (um 1626–1659), MP, ⚭ Elizabeth Rogers;
- Henry Cavendish, 2. Duke of Newcastle (1630–1691), MP, ⚭ um 1652 Frances Pierrepont;
- Lady Elizabeth Cavendish († 1663), ⚭ 1641 John Egerton, 2. Earl of Bridgewater;
- Lady Frances Cavendish († 1678), ⚭ 1654 Oliver St. John, 2. Earl of Bolingbroke.

Von seinen Söhnen überlebte ihn nur der Jüngste, Henry Cavendish (1630–1691), der ihn 1676 als 2. Duke beerbte.

## Veröffentlichungen
Theaterstücke
- The Country Captain, or Captain Underwit. Gedruckt 1649.
- The Varietie. Gedruckt 1649.
- The Humorous Lovers. Erstaufgeführt 1667, gedruckt 1677.
- The Triumphant Widow. Erstaufgeführt 1674, gedruckt 1677.

Bücher
- Méthode et invention nouvelle de dresser les chevaux [Die neue Art, Pferde zuzureiten]. Jacques van Meurs, Antwerpen 1658 (2. Auflage, 1737).
- A New Method and Extraordinary Invention to Dress Horses and Work them according to Nature. Thomas Milbourn, London 1667 (Transkription).